# Max Lewandowsky

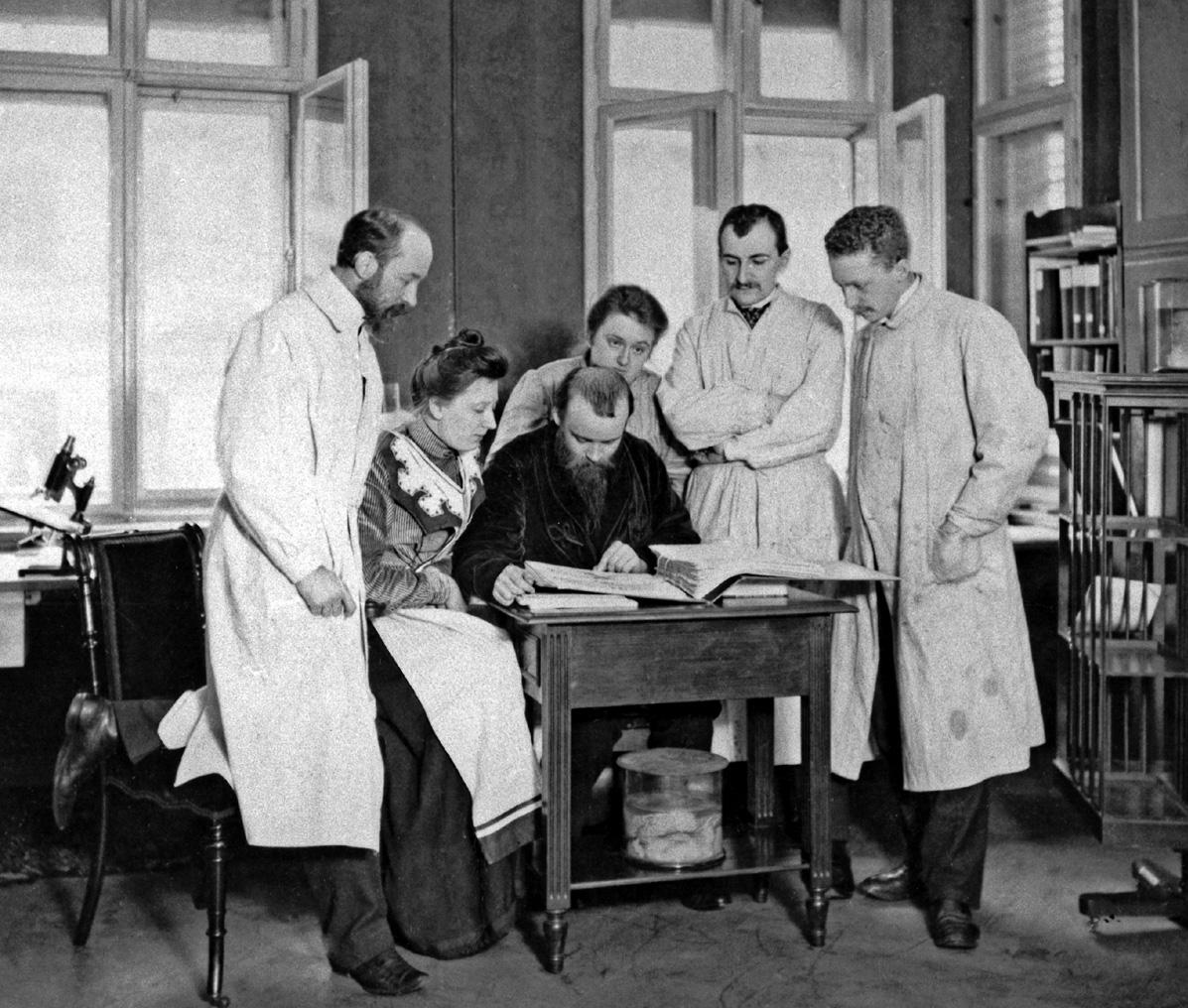
Laboratorium neurologiczne w Berlinie, około 1903 roku. Od lewej: Korbinian Brodmann, Cécile Vogt, Luise Bosse, Oskar Vogt, Max Borchert, Max Lewandowsky

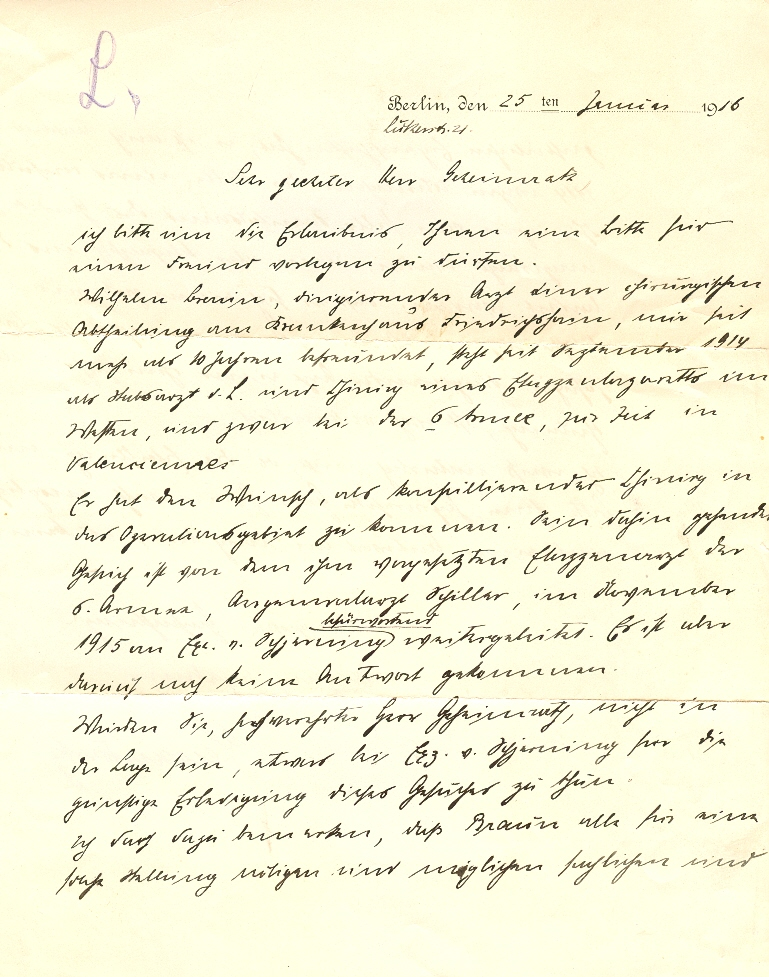
List Lewandowsky’ego z 1916 roku

Max Heinrich Lewandowsky (ur. 28 czerwca 1876 w Berlinie, zm. 4 kwietnia 1918 w Berlinie) – niemiecki lekarz neurolog żydowskiego pochodzenia. W jego dorobku naukowym znajdują się istotne prace dotyczące neurofizjologii oddychania, płynu mózgowo-rdzeniowego, neuroanatomii ośrodkowego układu nerwowego, funkcji układu sympatycznego i móżdżku, dyskalkulii i nerwic wojennych. Wprowadził do medycyny termin bariery krew-mózg. Działał w berlińskim środowisku neurologów. Wspólnie z Aloisem Alzheimerem założył i wydawał czasopismo „Zeitschrift für die gesamte Neurologie und Psychiatrie” oraz serię „Monographien aus dem Gesamtgebiete der Neurologie und Psychiatrie”. Zredagował pięciotomowy podręcznik neurologii, będący wspólną pracą ponad osiemdziesięciu specjalistów w tej dziedzinie. Był też autorem podręcznika neurologii praktycznej. Zmarł w 1918 roku w sanatorium w Berlinie śmiercią samobójczą.

## Życiorys
Urodził się 28 czerwca 1876 roku w Berlinie, jako syn praktykującego lekarza Hermanna Lewandowsky’ego (1844–1900). Hermann Lewandowsky, również syn lekarza, był przyjacielem z lat młodości filozofa Hermanna Cohena (1842–1918). Przez Hermanna Lewandowsky’ego Cohen poznał rodzinę jego wuja, znanego kompozytora i kantora Louisa Lewandowskiego (1821–1894), i ożenił się z jego córką Marthą (1860–1942).
Max Lewandowsky uczęszczał do Friedrichsgymnasium w Berlinie, świadectwo dojrzałości uzyskał w 1893 roku. Następnie studiował na Uniwersytecie w Marburgu, Uniwersytecie w Berlinie i w Halle; jego nauczycielami byli Theodor Wilhelm Engelmann i Hermann Munk. W 1902 roku habilitował się i został Privatdozentem. Od 1904 roku asystent w Heidelbergu u Bonhoeffera i Nissla, zimę 1904/1905 roku spędził w paryskiej klinice Bicêtre u Pierre’a Mariego. Od 1905 roku pracował w szpitalu miejskim w Berlinie-Friedrichshain jako lekarz konsultant. W 1908 roku został profesorem zwyczajnym. Jego karierę akademicką utrudniało żydowskie pochodzenie.
Zmarł 4 kwietnia 1918 roku w sanatorium w Berlinie. We wspomnieniach pośmiertnych pisano, że śmierć była spowodowana durem brzusznym, którym zaraził się na froncie, niosąc pomoc żołnierzom w szpitalach wojskowych. Według Sterna Lewandowsky zachorował na tyfus na Bałkanach, cierpiał na „podurową depresję” („posttyphöse Depression”) i popełnił samobójstwo w prywatnym sanatorium w Berlinie. Wspomnienia o Lewandowskym napisali Kalischer, Henneberg, Bonhoeffer, Gaupp i Jelliffe. Wspominany był jako niezwykle aktywny i przenikliwy uczony, zdecydowany i skłonny do polemik w obszarach wiedzy, w których się specjalizował, ale skromny i niepewny w mniej znanych mu zagadnieniach. Rzadko pozwalał sobie na żartobliwe uwagi, ale podobno nie był pozbawiony poczucia humoru. Jego styl opisywany był jako prosty, zwięzły, pozbawiony ozdobników i klarowny; gdy chciał coś dobitnie i obrazowo opisać, używał stosowanych przez rodowitych berlińczyków wyrażeń. Pochowany jest obok żony na cmentarzu żydowskim w Berlinie-Weißensee.

## Dorobek naukowy
Pierwsze prace uczonego, rozpoczęte jeszcze w piątym semestrze studiów, dotyczyły neurofizjologii oddychania. Prace Lewandowsky’ego, w których dokonał rzetelnego i krytycznego przeglądu literatury oraz zaprezentował wyniki własnych badań, zostały wysoko ocenione. Przed Lewandowskym uważano, że za regulację oddechu odpowiada cykliczne pobudzenie zakończeń nerwowych w płucach przez krew (Volkmann), a później, że odruch oddechowy wywoływany jest przez mechaniczne działanie rozprężanego płuca na nerwy błędne. Herig i Breuer sądzili, że nerwy błędne wiodą dwa rodzaje włókien nerwowych, pobudzane przy wdechu i wydechu, odpowiadające za autoregulację czynności oddechowej. Gad przypisywał niewielkie znaczenie pobudzaniu nerwów błędnych przy wdechu. Lewandowsky udowodnił, że wydech nie jest pobudzany przez nerwy błędne, ale że nerwy błędne hamują czynność oddechową narzucaną przez ośrodek oddechowy znajdujący się w pniu mózgu.
Zajmował się fizjologią także później, badając m.in. wpływ różnych substancji chemicznych, takich jak heroina, na regulację oddychania. W 1899 roku przedstawił pracę na temat niedawno odkrytej przez Szymonowicza i Cybulskiego oraz Olivera i Sharpeya-Shafera substancji uzyskanej z rdzenia nadnerczy (później nazwanej adrenaliną), w której opisywał jej działanie na mięśnie gładkie.
W 1900 roku rozpoczął badania nad przepływem płynu mózgowo-rdzeniowego . Lewandowsky wprowadził do medycyny termin bariery krew-mózg (Bluthirnschranke), po przeprowadzeniu doświadczeń, w których wstrzykiwał błękit pruski do przestrzeni podpajęczynówkowej. Po Lewandowskym koncepcję bariery krew-mózg rozwinęli Ehrlich (1908) i  Goldmann (1913). Prowadził pionierskie prace nad podawaniem różnych substancji do płynu mózgowo-rdzeniowego, ustalając dawki i różnice w działaniu między podaniem leku podskórnie a podaniem pod oponę twardą. Wśród innych substancji, których działanie Lewandowsky badał, były strychnina, morfina, kokaina, bromek potasu, bromek sodu, roztwory soli jodu. Stał na stanowisku, że płyn mózgowo-rdzeniowy nie krąży, a substancje rozprzestrzeniają  się w nim wyłącznie drogą osmozy. Badania nad farmakoterapią ośrodkowego układu nerwowego kontynuował z Aleksandrą Bass w latach 1913–1914, ale jak sam twierdził, wyniki były dalece niekompletne.
Podczas pobytu u Vogta, na przełomie 1902 i 1903 roku, Lewandowsky sporządził pracę na temat szlaków pnia mózgu i ich połączeń z rdzeniem kręgowym i korą mózgową. Ustalił m.in., że tractus fasciculorum tegmenti opisany przez Forela jest tożsamy ze szlakiem Wallenberga. W 1903 roku opublikował też pracę na temat funkcji móżdżku. W 1905 roku, przebywając w Paryżu, przedstawił wczesną (jedną z pierwszych, obok prac Hammonda, Déjerine’a i Solliera) i bardzo dokładną pracę na temat pląsawicy. W 1907 roku zaproponował, że spoidło wielkie mózgu jest zaangażowane w mechanizm powstawania drgawek uogólnionych.
W 1908 roku Lewandowsky i Stadelmann przedstawili pierwszy szczegółowy opis dyskalkulii u pacjenta z ogniskowym uszkodzeniem mózgu i tożstronnym niedowidzeniem połowiczym. Praca uważana jest za przełomową w historii badań nad akalkulią i dyskalkulią (pojęcie akalkulii wprowadził dopiero Henschen w 1925 roku), ponieważ autorzy pracy wyraźnie odgraniczyli zaburzenia mowy od zaburzeń zdolności arytmetycznych.
Lewandowsky ostro przeciwstawiał się koncepcji patologii komórkowej Virchowa. Pytał retorycznie, „czy pojmowanie wątroby jako sumy jednostkowych komórek przyczyniło się w jakikolwiek sposób do poznania jej funkcji?”.
Max Lewandowsky był współredaktorem, razem z Alzheimerem, Zeitschrift für die gesamte Neurologie und Psychiatrie, wydawanego od 1910 roku: Lewandowsky odpowiadał za kształt neurologicznej części czasopisma, Alzheimer za psychiatryczną. Był też redaktorem podręcznika Handbuch der Neurologie wydawanego w latach 1910–1914.
Opowiadał się za zaprzestaniem elektroterapii „histerii wojennej” (tzw. metoda Kaufmanna), po tym, jak jeden z jego pacjentów zmarł. Ostatecznie, Pruskie Ministerstwo Wojny zabroniło stosowania metody Kaufmanna w 1917 roku, a w Austrii zabroniono jej rok później.

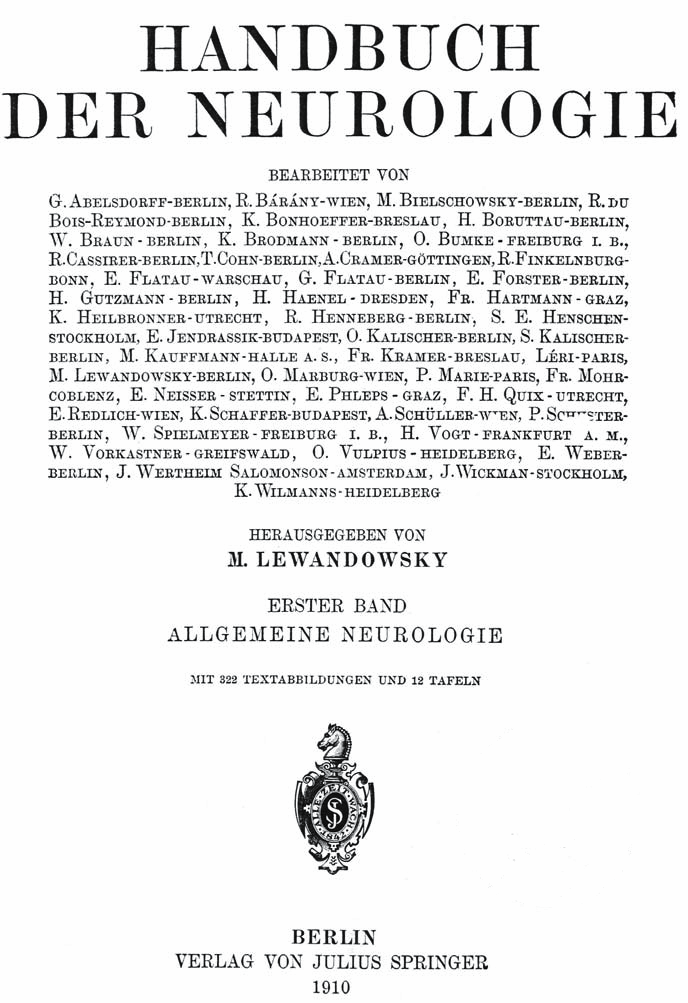
Tytułowa strona pierwszego wydania podręcznika neurologii Lewandowsky'ego

W latach 1910–1914 ukazało się pięć tomów redagowanego przez Lewandowsky'ego podręcznika neurologii ogólnej i szczegółowej, Handbuch der Neurologie. Lewandowsky napisał sam część rozdziałów, zaprosił też do współpracy współczesnych mu europejskich neurologów. Autorami rozdziałów byli m.in. (w kolejności alfabetycznej):
| - Georg Abelsdorff - Robert Bárány - Max Bielschowsky - René du Bois-Reymond - Karl Bonhoeffer - Heinrich Johannes Boruttau - W. Braun - Korbinian Brodmann - Oswald Bumke - Richard Cassirer - Toby Cohn - August Cramer - Hans Eppinger - Rudolf Finkelnburg - Edward Flatau | - Georg Flatau - Edmund Forster - Hermann Gutzmann - E. Haenel - F. Hartmann - Karl Heilbronner - Richard Henneberg - Salomon Eberhard Henschen - Robert Hirschfeld - Ernő Jendrassik - Otto Kalischer - Siegfried Kalischer - Max Kauffmann - Samuel Alexander Kinnier Wilson - Franz Kramer | - André Léri - Max Lewandowsky - Fritz Heinrich Lewy - Otto Marburg - Pierre Marie - Fritz Mohr - Ernst Neisser - Eduard Phleps - Franciscus Hubertus Quix - Emil Redlich - Károly Schaffer - Gustav Schickele - Arthur Schüller - Paul Schuster - Walther Spielmeyer | - Heinrich Vogt - Willy Vorkastner - Oskar Vulpius - Ernst Weber - Johannes Wertheim-Salomonson - Ivar Wickman - Josef Wiesel - Karl Wilmanns |

Podręcznik pozostał nieukończony z powodu przedwczesnej śmierci Lewandowsky'ego, jednak już pierwsze tomy dostały pozytywne recenzje. W latach 1924 i 1929 ukazały się dwa tomy suplementów zredagowane przez Bumkego i Foerstera. Do oryginalnej serii pięciu tomów nawiązywał podręcznik Bumkego i Foerstera, wydany w latach 1935–1937, jednak nazwisko Lewandowsky′ego nie zostało w nim wymienione, prawdopodobnie w związku z wejściem w życie ustaw norymberskich i polityką przemilczania udziału Żydów w życiu naukowym i kulturalnym Niemiec.

## Lista prac
Monografie i podręczniki
- Die Funktionen des zentralen Nervensystems. Ein Lehrbuch. Jena: Verlag von Gustav Fischer, 1907 (420 ss.)
- (Hrsg.) Handbuch der Neurologie. Bd. I–V. Berlin: Verlag Julius Springer, 1910-1914
- Praktische Neurologie für Ärzte. Berlin: Verlag Julius Springer, 1912, 300 ss.
  - Praktische Neurologie für Ärzte. Zweite Auflage. Berlin: Verlag Julius Springer, 1917
  - Praktische Neurologie für Ärzte. Herausgegeben von R. Hirschfeld. 3 Aufl. Berlin: Verlag Julius Springer, 1919
- Die Kriegsschäden des Nervensystems und ihre Folgeerscheinungen. (Nach dem Tode Lewandowskys herausgeg. von Dr. K. Singer.) Berlin: Verlag Julius Springer, 1919 (95 ss.)

Artykuły
- Die Regulierung der Atmung; zur Lehre von den Athemcentren und ihrer Thätigkeit. Archiv für Anatomie und Physiologie. Physiologische Abteilung ss. 195–248, 483–510, 1896
- Über den Lungenvagus. Centralblatt für Physiologie 10, ss. 601-606, 1896
- Zur Lehre vom Lungenvagus; Beobachtungen über Schwankungen des Vagusstromes bei Aenderungen des Lungenvolums. Halle an der Saale: C. A. Kaemmerer & Co., 1898 (27 ss.)
- Ueber Schwankungen des Vagusstromes bei Volumänderungen der Lunge. „Archiv für die gesamte Physiologie des Menschen und der Tiere”. 73 (5-6), s. 288–296, 1898. DOI: 10.1007/BF01796257.
- Kritisches zur Lehre von der Atmungsinnervation. Centralblatt für Physiologie 13, ss. 425-431, 1899
- Der Contraktionsverlauf eines glatten Muskels vom Warmblüter bei Reizungs eines Nerven. Archiv für Anatomie und Physiologie. Physiologische Abteilung ss. 352-359, 1899
- Über die Wirkung des Nebennierenextraktes auf die glatten Muskeln, im besonderen des Auges. Archiv für Anatomie und Physiologie. Physiologische Abteilung ss. 360-366, 1899
- Friedenthal H., Lewandowsky M. Über das Verhalten des tierischen Organismus gegen fremdes Blutserum. Archiv für Anatomie und Physiologie. Physiologische Abteilung ss. 531-545, 1899
- Ueber eine Wirkung des Nebennierenextraktes auf das Auge. Centralblatt für Physiologie 12, ss. 599-600, 1899
- Lewandowsky M., Munk I. Über die Schicksale der Eiweißstoffe nach Einführung in die Blutbahn. Archiv für Anatomie und Physiologie. Physiologische Abteilung, Supplmentband ss. 73-88, 1899
- Mitteilungen zur Atmungslehre. I. Versuche zur Kenntnis der Wirkung des Diacetylmorphin (Heroin). Archiv für Anatomie und Physiologie. Physiologische Abteilung ss. 560-565, 1899
- Lewandowsky M., Friedenthal H. Über die Einwirkung fremden Serums in den Blutkreislauf. Berliner klinische Wochenschrift 12, 1899
- Wirkung des Nebennierenextraktes auf die glatten Muskeln der Haut. Centralblatt für Physiologie 14, ss. 433-435, 1900
- Zur Lehre von der Cerebrospinalflüssigkeit. „Zeitschrift für klinische Medicin”. 40 (5–6), s. 480-494, 1900.
- 1. Mediastinaltumor mit Metastase der Haut des Nasenrückens. 2. Aortenaneurysma, Gelatinebehandlung. Gesellsch. d. Chariteärzte. Berliner klinische Wochenschrift 37 (18), ss. 393-394, 1900
- Über die Woernersche Methode der Harnsäurebestimmung. Zeitschrift für klinische Medicin 40 (3–4), ss. 199-201, 1900
- Versuche über den Einfluß der Benzoesäuren auf die Harnsäurebildung. Zeitschrift für klinische Medizin 40 (3-4), ss. 202-207, 1900
- Zur Frage der inneren Sekretion von Nebennieren und Niere. Zeitschrift für klinische Medicin 37 (5-6), ss. 535-545, 1899
- Die Grundlagen der Organotherapie. Kritisches Referat. Zeitschrift für diätetische und physikalische Therapie 5 (1), ss. 67-82, 1900
- Das histologische Bild der Schilddrüse in Beziehung zu ihrer Function. Internat. Beitr. z. inn. Med. 2, ss. 387-399, 1902
- Über die Automatie des sympathischen Systems nach am Auge angestellten Beobachtungen. Sitzungsberichte der Königlich Preussischen Akademie der Wissenschaften zu Berlin 52, ss. 1136-1140, 1900
- Über das Verhalten der glatten Augenmuskeln nach Sympathicus-durchschneidung. Sitzungsber. der Physiol. Gesellschaft in Berlin 15. XII 1902. Zentralblatt für Physiologie, 1902
- Verhalten der glatten Augenmuskeln nach Sympathicusdurchschneidung. Arch. f. Physiol. s. 367, 1903
- Schultz P., Lewandowsky M. Über Durchschneidungen der Blasennerven. Centralblatt für Physiologie 17, ss. 433-437, 1903
- Friedrich Goltz†. Nachruf. Journal für Neurologie und Psychologie 1, ss. 89-99, 1902
- Über den Muskeltonus, insbesondere seine Beziehung zur Großhirnrinde. Journal für Neurologie and Psychologie 1 (1/2), s. 72-80, 1902
- Über die Verrichtungen des Kleinhirns. Archiv für Anatomie und Physiologie. Physiologische Abteilung, ss. 129-191, 1903
- Über die Endigung des Pyramidenseitenstranges im Rückenmark. Archiv für Anatomie und Physiologie. Physiologische Abteilung (Suppl. Band), ss. 501-507, 1903
- Beiträge zur Anatomie des Hirnstammes. Vorläufige Mitteilung. Journal für Neurologie and Psychologie 2, ss. 18-28, 1903
- Untersuchungen über die Leitungsbahnen des Truncus cerebri und ihren Zusammenhang mit denen der Medulla spinalis und des Cortex cerebri. Neurobiologische Arbeiten herausgeg. von O. Vogt. Bd. I, Lief. 2. 1904.
- Zur Anatomie der Vierhügelbahnen. Verhandl. der physiol. Gesellseh. zu Berlin. Jahrg. 1904/05.  8. XI 1905. Physiol. Zentralbl.
- Neurologische Eindrücke aus Paris. Medizinische Klinik 1 (20, 21), ss. 502; 528, 1905
- Hémichoree chronique par lésion cerébrale infantile avecreaction anormale des muscles pour le courant faradique. Comptes rendus de la Society de Neurologie de Paris. 2. II. 1905. Rev. neur.
- Faure-Beaulieu, Lewandowsky. Hémiplégie cérébrale infantile; spasme mobile. mouvements athétosiformes et hypertrophie musculaire du côté hémiplégique. Revue Neurologique 13, ss. 254-256, 1905
- Fall von Ponsherd. Ein Beitrag zur Kenntnis der Bahnen der willkürlichen Bewegung des Menschen. „Monatsschrift für Psychiatrie und Neurologie”. 17 (6), s. 495–502, 1905. DOI: 10.1159/000219176.
- Lewandowsky, Católa. Tabes und Synergie. Centralblatt für Nervenheilkunde und Psychiatrie Nr. 189, S. 369, 1905
- Apraxie bei progressiver Paralyse. Centralblatt für Nervenheilkunde und Psychiatrie  28 (197), ss. 705-712, 1905
- Über posthemiplegische Bewegungsstörungen. Verhandl. der physiol Gesellsch. zu Berlin. 1904/05. 15. VI. 1905. Physiol. Zentralbl.
- Bemerkungen über die hemiplegische Kontraktur. „Deutsche Zeitschrift für Nervenheilkunde”. 29 (3-4), s. 208–221, 1905. DOI: 10.1007/BF01667714.
- Über die Bewegungsstörungen der infantilen cerebralen Hemiplegie und über die Athétose double. „Deutsche Zeitschrift für Nervenheilkunde”. 29 (5-6), s. 339–368, 1905. DOI: 10.1007/BF01667851.
- Essentieller Tremor der Arme, lokale Krämpfe der Fußmuskeln, Fehlen aller Sehnenreflexe. Medizinische Klinik 2 (19), s. 482, 1906
- Beyer H., Lewandowsky M. Experimentelle Untersuchungen am Vesti-bularapparat von Säugetieren. Archiv für Anatomie und Physiologie. Physiologische Abteilung ss. 451-464, 1906
- Über Projektion der Schmerzempfindung von der unteren auf die obere Extremität bei Herd im Dorsalmark. Centralblatt für Nervenheilkunde und Psychiatrie 29 (218), ss. 493-595, 1906
- Weber E., Lewandowsky M. Hirnrinde und Blutdruck. Medizinische Klinik 50 (15), s. 385, 1906
- Catola G., Lewandowsky M. Zur Kenntnis der Sensibilitätsstörungen bei der Syringomyelie. Medizinische Klinik 2, ss. 537-540, 1906
- Haematomyelie. Deutsche med. Wchnschr. 31, s. 203, 1907
- Über sensible Reizerscheinungen bei Großhirnerkrankung, insbesondere über Kälteanfälle. Deutsche Medizinische Wochenschrift 33 (21), ss. 835-836, 1907
- Über Apraxie des Lidschlusses. Berliner klinische Wochenschrift 44 (29), ss. 921-923, 1907
- Lewandowsky M., Stadelmann E. Über Landrysche Paralyse. Klin.-thera-peut. Wochenschr. Nr. 12, 1907
- Franz Joseph Gall und die Hirnforschung. „Welt u. Wissen." Herausgg. von Kühl u. Landau. 1908.
- Kalischer O., Lewandowsky M. Über die Anwendung der Dressurmethode zur Bestimmung der Leitung im Rückenmark. Centralblatt für Physiologie 21, s. 667–668, 1908
- Über eine als transcorticale sensorische Aphasie gedeutete Form aphasischer Störung. Zeitschrift für klinische Medicin 64, 3. u. 4. H, 1907
- Lewandowsky M., Stadelmann E. Akute multiple Sklerose oder disseminierte Myelitis? Neurologisches Centralblatt 26, ss. 1001-1004, 1907
- Abspaltung des Farbensinnes durch Herderkrankung des Gehirns. Berliner klinische Wochenschrift 44, ss. 1444-1446, 1907
- Abspaltung des Farbensinnes durch Herderkrankung des Gehirns. Verhandl. d. Berl. med. Gesellsch. 38, ss. 420-426, 1908
- Ueber Abspaltung des Farbensinnes. „Monatsschrift für Psychiatrie und Neurologie”. 23 (6), s. 488–510, 1908. DOI: 10.1159/000210619.
- Abspaltung des Farbensinnes durch Herderkrankung des Gehirns. W: Compte-rendu des travaux du 1er Congrès international de psychiatrie, de neurologie, de psychologie et de l'assistance des aliénés tenu à Amsterdam du 2 à 7 septembre 1907. Amsterdam, 1908 ss. 402-407
- Lewandowsky M, Braun M. Beitrag zur Frage der operativen Behandlung der Rückenmarkschüsse. Nebst neurologischen Bemerkungen zu einem operativen Falle. Deutsche Zeitschrift für Chirurgie 94, 115, 1908
- Lewandowsky M, Stadelmann E. Über einen bemerkenswerten Fall von Hirnblutung und über Rechenstörungen bei Herderkrankung des Gehirns. Journal für Neurologie and Psychologie 11, ss. 249-265, 1908
- Die Diagnose des Hirnabszesses. Medizinische Klinik 4, ss. 1011-1014, 1908
- M. Lewandowsky, Arthur Simons, Zur Physiologie der vorderen und der hinteren Zentralwindung, „Archiv für die gesamte Physiologie des Menschen und der Tiere”, 129 (3-5), 1909, s. 240–254, DOI: 10.1007/BF01677530.
- Zur Entwicklung der neurolog. Therapie. Therapeutische Monatshefte 23, H. 5 u. 6 (1909)
- A. Neumann, M. Lewandowsky. Zwei seltene operativ geheilte Gehimerkrankungen (1. Hirngummi bei Lues hereditaria tarda, 2. Metastatischer Hirnabsceß). „Zeitschrift für die gesamte Neurologie und Psychiatrie”. 1 (1), s. 81–91, 1910. DOI: 10.1007/BF02895922.
- Leyden. „Zeitschrift für die gesamte Neurologie und Psychiatrie”. 4 (1), s. 1–11, 1911. DOI: 10.1007/BF02866222.
- Erfolgreiche Trepanationen ohne Befund. Therapeutische Monatshefte 25, 1911
- Zwei erfolgreiche Trepanationen ohne Befund. Deutsche med. Wchnschr. 37, s. 617, 1911
- Ausführungen zu dem Referat über Schule, Die Nervenpunktlehre und Nervenpunktmassage nach Cornelius. Zeitschrift für die gesamte Neurologie und Psychiatrie
- Rechtshirnigkeit bei einem Rechtshänder. „Zeitschrift für die gesamte Neurologie und Psychiatrie”. 4 (1), s. 211–216, 1911. DOI: 10.1007/BF02866233.
- Stadelmann E., Lewandowsky M. Über einen seltenen Symptomenkomplex auf Grund eines Brückenherdes. Zeitschrift für die gesamte Neurologie und Psychiatrie 13, ss. 319-330, 1912
- M. Lewandowsky, H. Neuhof. Über Wiederbelebung der Reflexe nach Rückenmarksverletzung. „Zeitschrift für die gesamte Neurologie und Psychiatrie”. 13 (1), s. 444–454, 1912. DOI: 10.1007/BF02865618.
- M. Lewandowsky, E. Stadelmann. Chorea apoplectica. „Zeitschrift für die gesamte Neurologie und Psychiatrie”. 12 (1), s. 530–539, 1912. DOI: 10.1007/BF02866385.
- R. Hirschfeld, M. Lewandowsky. Der Eigenreflex der großen Zehe. „Zeitschrift für die gesamte Neurologie und Psychiatrie”. 16 (1), s. 232–234, 1913. DOI: 10.1007/BF02868344.
- Die neuere Entwicklung unserer Kenntnis vom sympathischen Nervensystem. Berl. klin. Wchnschr. 50, s. 231, 1913
- M. Lewandowsky, A. Simons. Über die elektrische Erregbarkeit der vorderen und der hinteren Zentralwindung. „Zeitschrift für die gesamte Neurologie und Psychiatrie”. 14 (1), s. 276–280, 1913. DOI: 10.1007/BF02867887.
- Stand und Aufgaben der allgemeinen Physiologie und Pathologie des sympathischen Systems. „Zeitschrift für die gesamte Neurologie und Psychiatrie”. 14 (1), s. 281–303, 1913. DOI: 10.1007/BF02867888.
- Lewandowsky M., Selberg F. Über Jacksonsche Krämpfe mit tonischem Beginn über ein kleines Angiokavernom des Gehirns. Zeitschrift für die gesamte Neurologie und Psychiatrie 19, ss. 336-340, 1913
- H. Beyer, M. Lewandowsky. Über den Bárányschen Zeigeversuch. „Zeitschrift für die gesamte Neurologie und Psychiatrie”. 19 (1), s. 359–376, 1913. DOI: 10.1007/BF02909903.
- Lewandowsky M., Beyer H. Zum Bárány'schen Zeigeversuch. Berliner klinische Wochenchrift 50, s. 1455, 1913
- Kompressionsfraktur des fünften Lendenwirbels. Medizinische Klinik 9 (26), ss. 1031-1033, 1913
- Der Arzt als Gutachter mit besonderer Berücksichtigung des behandelnden und in der allgemeinen Praxis stehenden Arztes. Ärztl. Vereinsbl. für Deutschland 1913, Nr. 922—923.
- Bericht über eine Sammelforschung über die Stellung der Neurologie an den staatlichen und kommunalen Betrieben des In- und Auslandes. Deutsche Zeitschr. f. Nervenheilk. 50, 1913
- Zur Behandlung des Tetanus. Deutsche med. Wochenschr 40 (50), ss. 2060, 1914
- Die Kriegsverletzungen des Nervensystems. Berliner klinische Wochenschrift 51, ss. 1929-1934, 1914
- Erfahrungen über die Behandlung nervenverletzter und nervenkranker Soldaten. „Deutsche med. Wochenschr”. 41 (53), s. 1565-1567, 1915. DOI: 10.1055/s-0029-1192349.
- Nachruf auf Alzheimer. Zeitschrift für die gesamte Neurologie und Psychiatrie 12, ss. 113-116, 1915
- Die Internationalität der Wissenschaft. Die Zukunft 23 (48), s. 249–259, (28.8.1915)
- Über den Tod durch Sinusströme (Zu dem Aufsatz von H. Boruttau in Nr. 26). „Deutsche med. Wochenschr”. 43 (37), s. 1169, 1917. DOI: 10.1055/s-0028-1144669.
- Ein Fall von Rindenepilepsie und Rindenschwäche. Zur Frage der „erworbenen Anlage". Ärztliche Sachverständigen Zeitung 3, 1916
- Familiäre Kaltelähmung. Berliner klinische Wochenschrift 53, s. 120, 1916
- Erbliche Kältelähmung. „Zeitschrift für die gesamte Neurologie und Psychiatrie”. 34 (1), s. 107–118, 1916. DOI: 10.1007/BF02897075.
- Über einige Grundlagen einer direkten Pharmakotherapie des Nervensystems. „Zeitschrift für die gesamte Neurologie und Psychiatrie”. 33 (1), s. 60–73, 1916. DOI: 10.1007/BF02867020.
- Miterregung des Wärmesinnes durch den Drucksinn nach Rückenmarksverletzung. „Zeitschrift für die gesamte Neurologie und Psychiatrie”. 34 (1), s. 350–356, 1916. DOI: 10.1007/BF02897084.
- Verschlimmerung einer alten spinalen Kinderlähmung durch fortgesetzte Kälteeinwirkung. Zeitschrift für die gesamte Neurologie und Psychiatrie 35, ss. 286-289, 1917
- Zur Behandlung der Zitterer. Münchener medizinische Wochenschrift s. 542, 1917
- Über reizung der sensiblen Nervenfasern bei operationen an den peripheren Nerven. „Zeitschrift für die gesamte Neurologie und Psychiatrie”. 36 (1), s. 23–25, 1917. DOI: 10.1007/BF02868796.
- Entstehung einer cerebralen Hemiparese mit Epilepsie durch starke körperliche Anstrengungen auf dem Boden einer anscheinend völlig geheilten Encephalitis. Zeitschrift für die gesamte Neurologie und Psychiatrie 35, ss. 289-292, 1917
- Zur Frage der Dienstfähigkeit und der Dienstbeschädigung bei organisch Nervenkranken; [im Anschluss an einen Fall von Syringomyelie]. Medizinische Klinik 13, s. 1108, 1917
- Gefäß- und Nervenverletzungen. „Zeitschrift für die gesamte Neurologie und Psychiatrie”. 35 (1), s. 204–207, 1917. DOI: 10.1007/BF02901703.
- Was kann in der Behandlung und Beurteilung der Kriegsneurosen erreicht werden? Münchener medizinische Wochenschrift 64, ss. 989, 1028, 1917
- Loewy A., Lewandowsky M. Untersuchungen über die Blutzirkulation gesunder und herzleidender Menschen bei Ruhe und Muskelarbeit. Zeitschrift für die gesamte experimentelle Medizin 5, ss. 321-348, 1917
- Eigenartiges aphasisches Zustandsbild; zur Lehre von der Leitungsaphasie. Berliner klinische Wochenschrift 54, s. 272, 1917
- Loewy, Lewandowsky. Untersuchungen über den Blutkreislauf bei Gesunden, Herznervösen und Herzkranken. Berliner klinische Wochenschrift 54, ss. 639-641, 1917
- Contracturbildung in gelähmten Muskeln nach Nervenverletzung. „Zeitschrift für die gesamte Neurologie und Psychiatrie”. 36 (1), s. 320–322, 1917. DOI: 10.1007/BF02868811.
- Demonstration von gleichzeitiger Gefäss und Nervenverletzung. Berliner klinische Wochenschrift 54, s. 220, 1917
- Beobachtungen zur Ätiologie. Thomsensche Krankheit nach Typhus. „Zeitschrift für die gesamte Neurologie und Psychiatrie”. 35 (1), s. 283–292, 1917. DOI: 10.1007/BF02901706.